# Смирнов, Владимир Иванович (полярный исследователь)
Владимир Иванович Смирнов (14 сентября 1926 — 28 июля 2009) — советский/российский учёный-гидрометеоролог, полярный исследователь.

## Биография
После окончания школы в Вологде Владимир Иванович поступил в 1943 году в Высшее инженерно-техническое училище Военно-морского флота. В августе 1944 года добровольно уходит служить на действующий Флот.
В 1950 г. окончил Одесский гидрометеорологический институт по специальности инженер-океанолог. В 1953—1957 гг. работал старшим научным сотрудником, директором арктических научно исследовательских обсерваторий в Певеке, Тикси и на Диксоне. В 1957—1961 гг. — аспирант Арктического и антарктического института. В 1961—2001 гг. — старший научный сотрудник отделов Изучения ледового плавания и Ледового режима и прогнозов.
Владимир Иванович успешно защитил кандидатскую диссертацию, подготовил к защите докторскую диссертацию. В. И. Смирнов является автором около 100 научных и научно-популярных работ и 4 монографий по вопросам морской гидрометеорологии, арктического ледоведения, изучения ледового плавания в Российской и зарубежной Арктике.
В. И. Смирнов, кроме 4 лет работы в арктических обсерваториях, участвовал в многочисленных экспедициях на ледоколах и судах, а также принимал участие в научно-оперативном обеспечении навигации на трассе Северного морского пути, дважды участвовал в экспедиционных поездках в Канаду на советских судах, в экспедиции на борту ледокола «Владивосток» по освобождению НЭС «М. Сомов», дрейфовавшего во льдах Антарктики.
В. И. Смирнов принимал активное участие в общественной жизни института, более 40 лет возглавляя институтскую организацию Общества «Знание», пользовался заслуженным уважением коллег и товарищей.
В. И. Смирнов награждён орденами Трудового Красного знамени и Отечественной войны 2-й степени, медалью «За Победу над Германией», Юбилейными медалями Вооруженных сил СССР в связи с 30.60 и 70-летием Победы в Великой Отечественной войне, медалью «Ветеран труда», бронзовой медалью ВДНХ, ведомственными наградами «Почетный Полярник» и «Отличник Гидрометеослужбы».

## Публикации
1. Смирнов В. И. К вопросу о разработке методов краткосрочного прогнозирования проходимости ледоколов в сплоченных льдах // Проблемы Арктики и Антарктики. — 1968. — Т. 29. — С. 64.
2. Смирнов В. И. Скорость коагуляционного и конденсационного роста частиц аэрозолей // Труды ЦАО. — 1969. — Вып. 92. — С. 103.
3. Смирнов В. И., Сергеев Б. Н. Спектры размеров частиц атмосферных аэрозолей, формирующихся при конденсации пара на ядрах // Изв. АН СССР. Физика атмосферы и океана. — 1979. — Т. 15, № 5. — С. 540-549.
4. Смирнов В. И., Надейкина Л. A. Аналитические решения кинетического уравнения для конденсационного спектра размеров облачных капель // ДАН СССР. — 1984. — Т. 274, № 6. — С. 1368-1372.
5. Смирнов В. И. Микроструктура облаков и осадков // Итоги науки и техники. Серия Метеорология и гидрология. — М., 1987. — Т. 15. — С. 196.
6. Смирнов В. И. Об эмпирических распределениях по размерам облачных капель и других аэрозольных частиц // Изв. АН СССР. Сер. ФАО. — 1973. — Т. 9, № 1. — С. 54-65.
7. Бузуев А. Я., Дубовцев В. Ф., Захаров В. Ф., Смирнов В. И. Условия плавания судов во льдах морей северного полушария. — 1988.
8. Крутских Б. А., Проворкин А. В., Смирнов В. И. Научно-оперативное гидрометеорологическое обеспечение спасательной экспедиции на л/к «Владивосток» // Информационный бюллетень. — 1989. — Т. 112. — С. 40.